# Professor Satchafunkilus and the Musterion of Rock
Albums de Joe Satriani
Satriani Live!
(2006) Live In Paris: I Just Wanna Rock
(2010)
Professor Satchafunkilus and the Musterion of Rock est un album de Joe Satriani sorti le 1er avril 2008, comportant 10 nouveaux titres ainsi qu'un DVD bonus comprenant 30 minutes de live et backstages.

## Titres
1. Musterion - 4:37
2. Overdriver - 5:06
3. I Just Wanna Rock - 3:27
4. Professor Satchafunkilus - 4:47
5. Revelation - 5:57
6. Come On Baby - 5:49
7. Out of the Sunrise - 5:43
8. Diddle-Y-A-Doo-Dat - 4:16
9. Asik Veysel - 7:42
10. Andalusia - 6:51

## DVD bonus
1. 20th Anniversary Reel
2. Studio Reel
3. Crushing Day - SF Performance
4. Ice 9 - SF Performance
5. Surfing with the Alien - NY Performance

## Musiciens
- Joe Satriani : guitare, chant, claviers, orgue
- Jeff Campitelli : batterie, percussions
- John Cuniberti : tambourin, ingénieur du son, mixage
- Matt Bissonette : basse
- ZZ satriani : saxophone